# Humbrühl-Rohrmatten

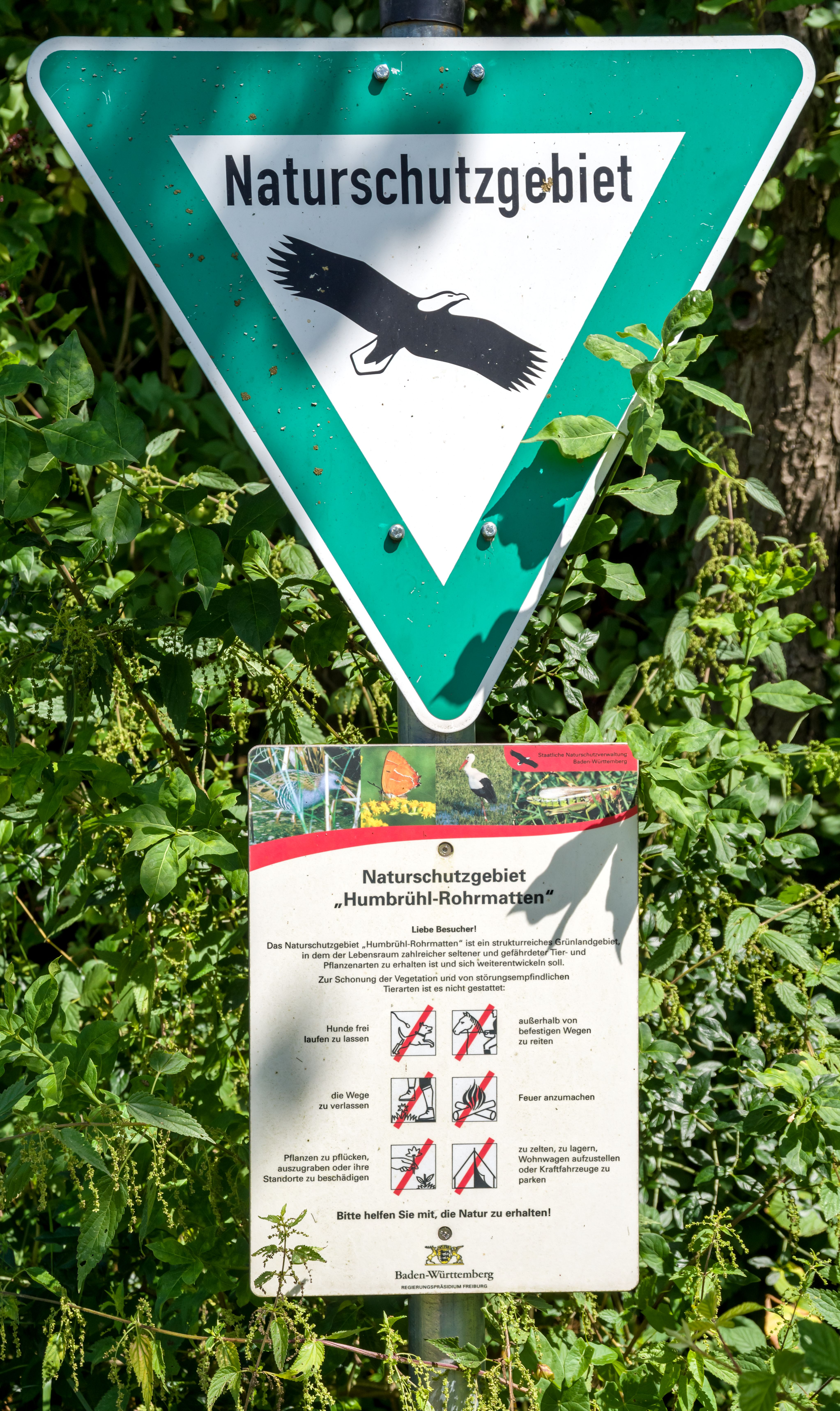

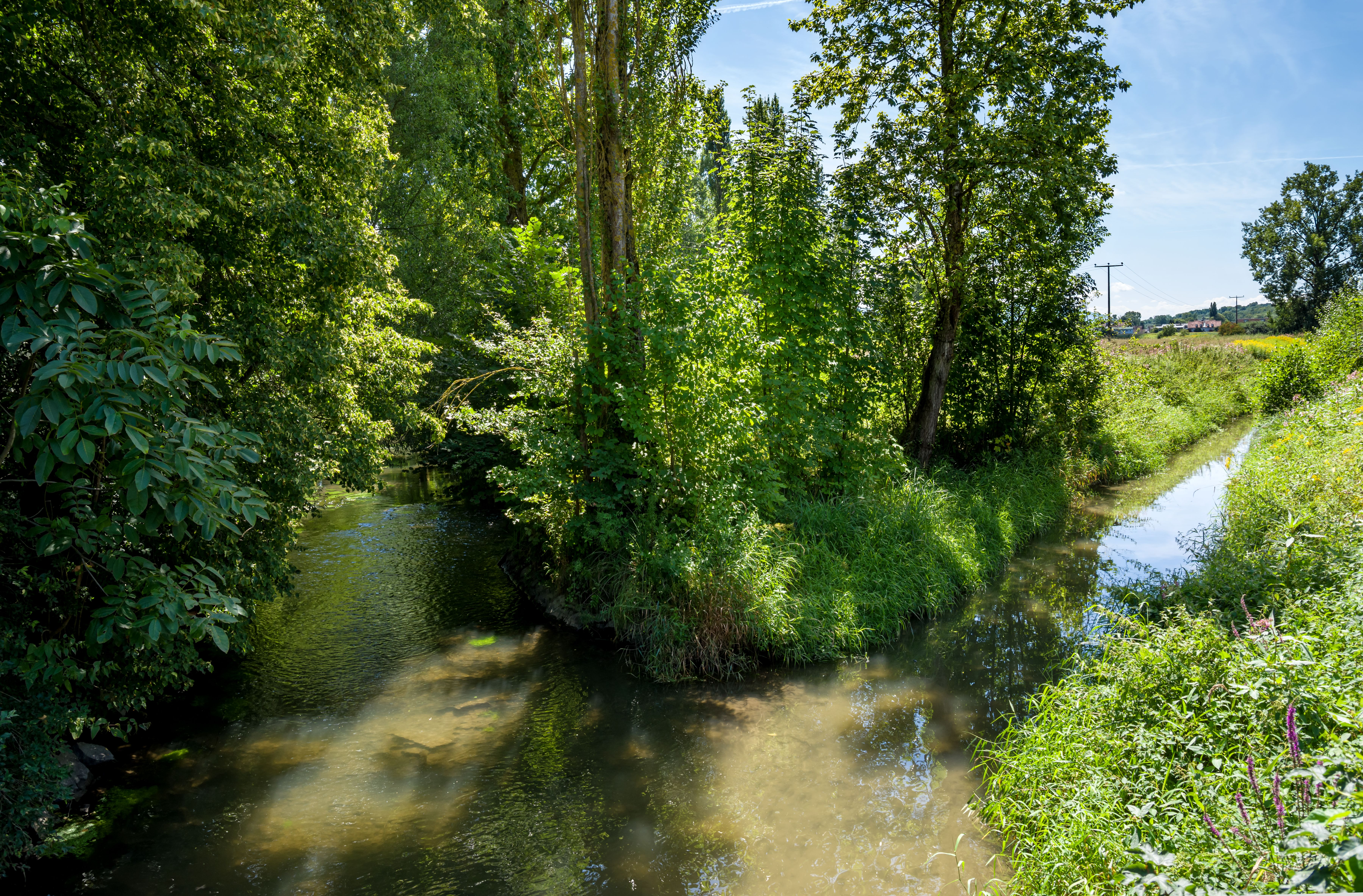

Das Humbrühl-Rohrmatten ist ein Naturschutzgebiet (NSG) nördlich von Freiburg-Waltershofen mit einer Größe von ca. 26 Hektar, davon 21 Hektar auf Freiburger Gebiet, Gemarkung Waltershofen. Es liegt auch auf den Gemarkungen der Gemeinden Gottenheim, mit ca. 3 ha, und Umkirch, mit ca. 2 ha. Das zentrale Element ist ein zusammenhängendes größeres Feuchtgebiet mit den umgebenden Wiesen und Waldstücken auf den Gewannen Humbrühl, Rohrmatten und Kirchmatten.
Das Naturschutzgebiet ist ein Mosaik unterschiedlicher Biotoptypen, wie frische und feuchte Glatthaferwiesen (magere Ausprägungen), nasse Kohldistelwiesen, schilfbestandene Feuchtbrachen und Schilfröhrichtbereiche mit stehenden und fließenden Gewässern, Feuchtwälder; FFH-LRT (Fauna-Flora-Habitat-Richtlinie Lebens Raum Typ) Magere Flachland-Mähwiesen und Kalkreiche Niedermoore, FFH-Arten Helm-Azurjungfer und Großer Feuerfalter. Inzwischen wurden über 100 Vogelarten, von denen 35 darunter Rohrammer und Wasserralle dort brüten und 26 Libellenarten in dem Gebiet nachgewiesen.
Den Ursprung für das Naturschutzgebiet schuf im Jahr 1980 die Freiburger Gruppe des NABU – damals noch "Deutscher Bund für Vogelschutz" –, die eine 1,5 Hektar große Fläche auf einem ehemaligen Moorstandort im Waltershofener Gewann "Humbrühl" kaufte und diese bis heute pflegt. Aktuell sind über 15 Hektar durch den NABU erworben und weitere Flächen gepachtet worden. Zur Pflege gehört auch die Bereicherung der Biotopsituation durch eine Umwandlung der Ackerflächen und Neuanlage von Teichen, Tümpeln, Hecken und einer Streuobstwiese.

## Steckbrief
Das Gebiet wurde am 16. Dezember 2008 als Naturschutzgebiet ausgewiesen und wird beim Regierungspräsidium Freiburg unter der Schutzgebietsnummer 3.278 geführt. Es hat eine Fläche von 25,8 Hektar. Ca. 6 ha wurden als Kerngebiet besonders ausgewiesen und sollen Ruhezonen sein.
Als Schutzzweck sind folgende Gründe ausgewiesen:
- Schutzzweck des Naturschutzgebiets ist die Erhaltung, Sicherung und Entwicklung eines strukturreichen Grünlandgebiets mit Nasswiesen, trockeneren Wiesen, mehreren Fließgewässern und kleineren stehenden Gewässern, Gehölzen und einem angrenzenden Waldbereich sowie auf einem Teil der Fläche auch einer Niedermoorlinse als
  - Lebensraum zahlreicher seltener und gefährdeter Tier- und Pflanzenarten,
  - Mosaik unterschiedlicher Biotoptypen, wie frische und feuchte Glatthaferwiesen (magere Ausprägungen), nasse Kohldistelwiesen, schilfbestandene Feuchtbrachen und echte Schilfröhrichtbereiche, stehende und fließende Gewässer, Feuchtwälder,
  - Gen- und Artenreservoir für die westliche Mooswaldniederung,
  - Lebensraum, der im Biotopverbund Habitat- und Trittsteinfunktionen erfüllt.
- Schutzzweck ist auch die Erhaltung solcher Lebensräume und Arten, die der  -Richtlinie in besonderem Maß entsprechen. Nach den dortigen Anforderungen kommen im Schutzgebiet insbesondere folgende Lebensräume und Arten vor:
  - Magere Flachland-Mähwiesen und Kalkreiche Niedermoore
  - sowie Helm-Azurjungfer und Großer Feuerfalter.

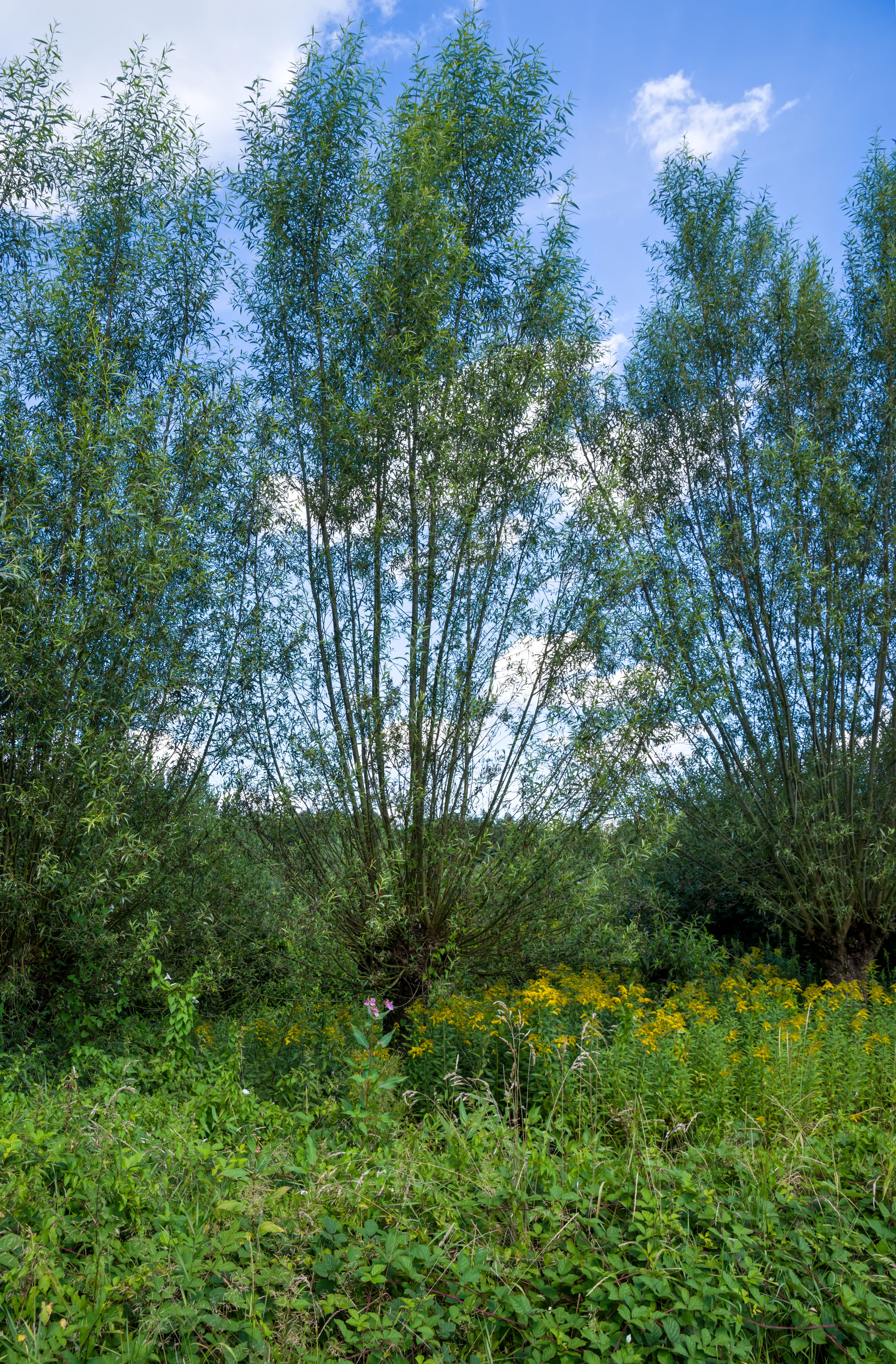
Kopfweide gesamt
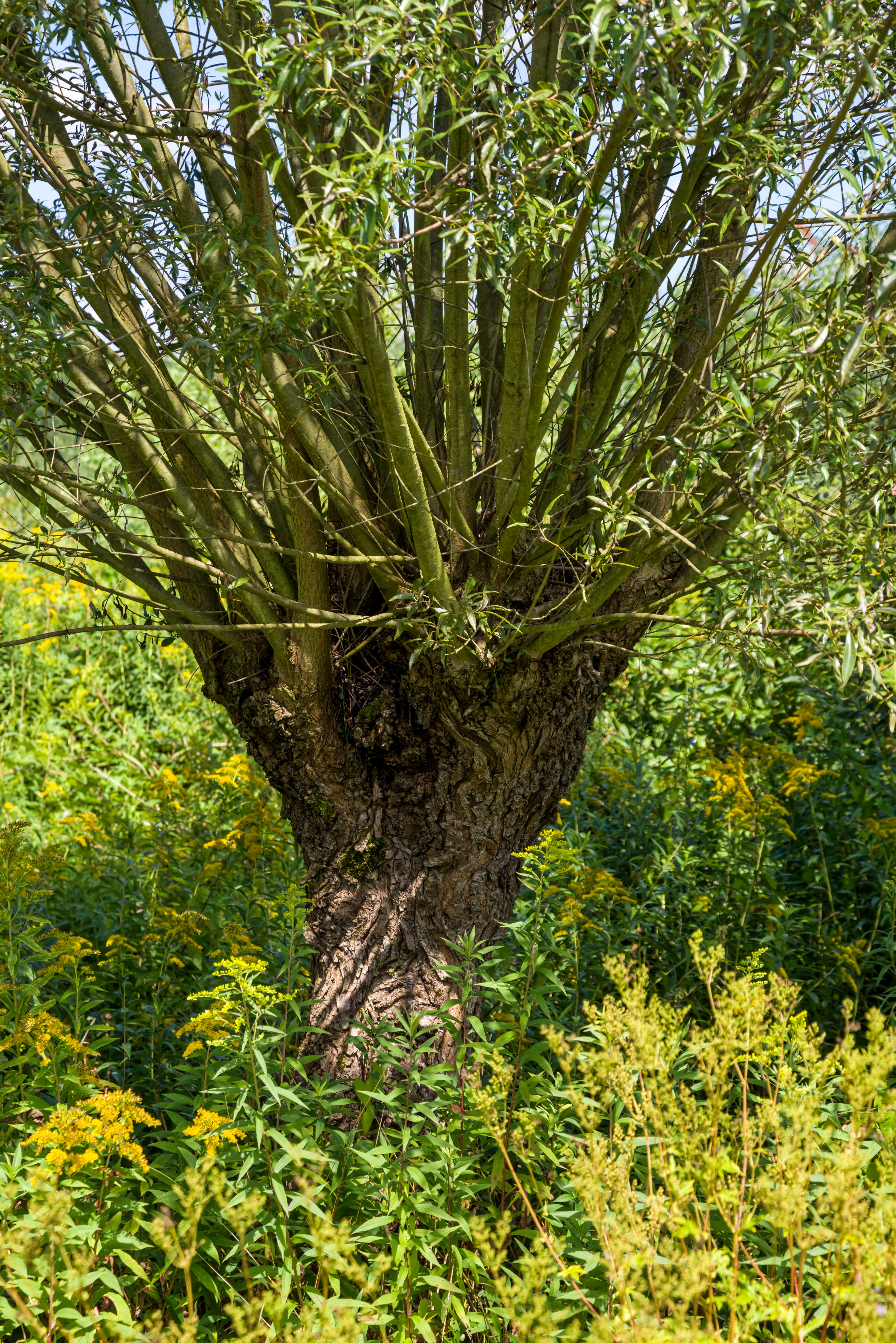
Kopfweide
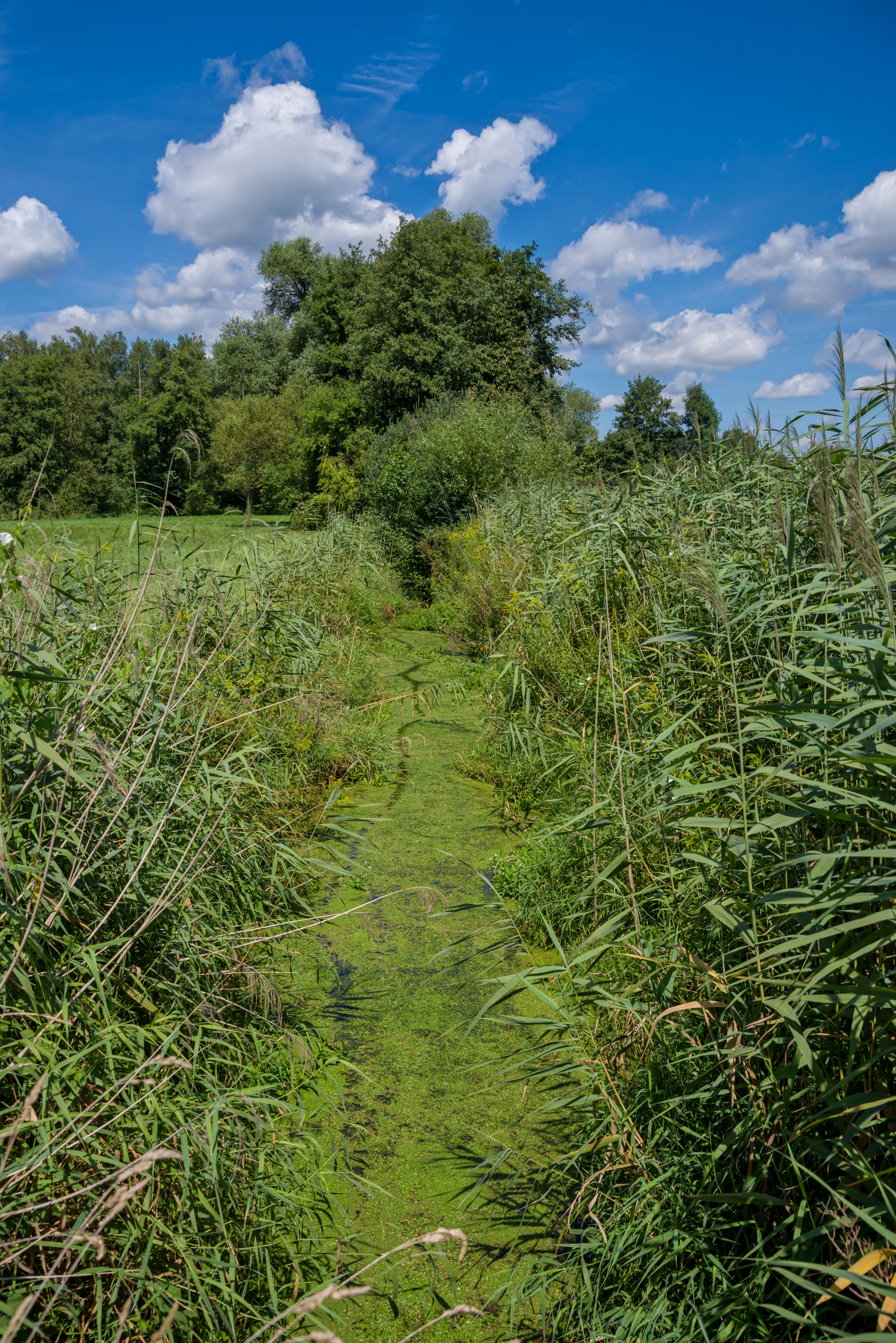
Bachverlauf im Norden
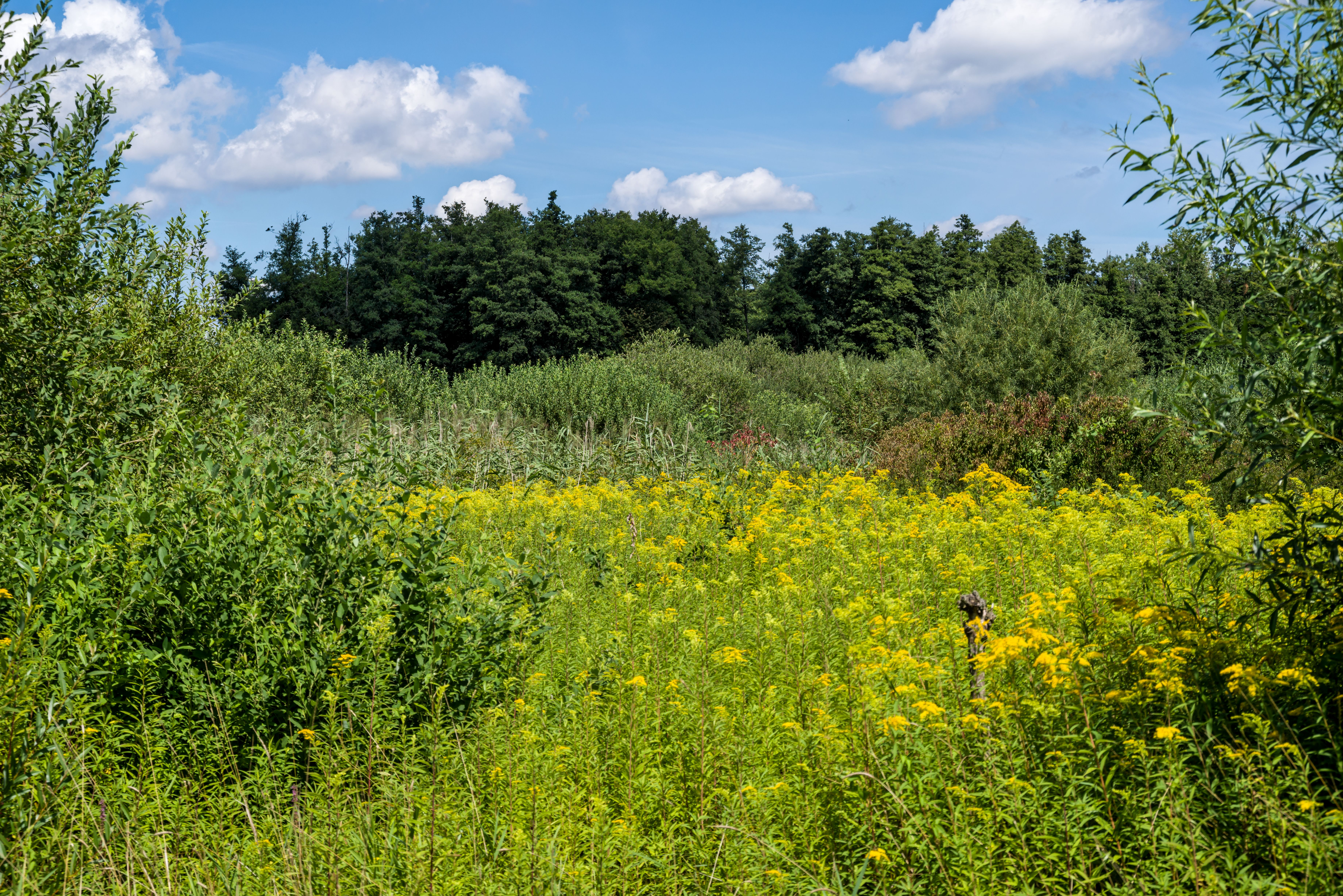
Blick ins Naturschutzgebiet
Blick von Norden